# Uli Stein (voetballer)
Ulrich "Uli" Stein (Hamburg, 23 oktober 1954) is een Duits gewezen voetbalspeler en voetbaltrainer die speelde als doelman. Hij bracht het grootse deel van zijn carrière door bij Hamburger SV en Eintracht Frankfurt.

## Carrière
Stein begon zijn professionele carrière in de zomer van 1976 bij Arminia Bielefeld, uitkomend in de 2. Bundesliga. In 1978 promoveerde hij met de club naar de Bundesliga. Op 11 augustus 1978 maakte hij zijn debuut op het hoogste niveau tegen MSV Duisburg. Het was de eerste van de in totaal 512 wedstrijden in de Bundesliga.
In 1980 verruilde Stein Arminia Bielefeld voor Hamburger SV. Het was bij HSV dat de doelman grote successen vierde. In 1982 won hij zijn eerste kampioenschap. Een jaar later wist de doelman met zijn team de Europacup I te bemachtigen. In de finale werd met 1−0 gewonnen van Juventus.
Eintracht Frankfurt was zijn volgende stop in de Bundesliga  in het seizoen 1987/88. Met de Hessenaren won Stein de DFB-Pokal in 1988. Hij werd hiermee de eerste doelman die twee keer op rij de beker wist te winnen bij een andere ploeg. De Duitse supercup werd uiteindelijk niet gewonnen. Werder Bremen bleek met 2−0 te sterk.
In de zomer van 1994 keerde Stein voor een seizoen terug bij Hamburger SV. Een jaar later keerde hij terug bij het net naar de 2. Bundesliga gepromoveerde Arminia Bielefeld. Hij wist in zijn eerste seizoen meteen met de ploeg te promoveren en terug te keren naar het hoogste niveau. Hij speelde nog een seizoen met Arminia Bielefeld in de Bundesliga waarna de destijds 42-jarige doelman zijn professionele carrière besloot te beëindigen.
In het seizoen 2001/02 speelde hij nog een wedstrijd voor Kickers Emden in de Oberliga Niedersachsen-Bremen. (destijds 4e niveau) en in het seizoen 2003/04 kende hij een korte comeback in de grote competities, toen hij op de leeftijd van 49 jaar drie wedstrijden speelde voor VfB Fichte Bielefeld.
In het Duits voetbalelftal had Stein minder succes, mede doordat de bondscoach de voorkeur gaf aan Toni Schumacher. Hij speelde uiteindelijk van 1983 tot 1986 zes interlands voordat hij zich na het WK 1986 zich niet meer beschikbaar stelde voor het nationale elftal. Op het WK verkoos bondscoach Franz Beckenbauer Toni Schumacher boven Stein als vaste doelman. Stein kon zich hier niet in vinden en noemde Beckenbauer een "Suppenkasper". Hierdoor werd Stein vroegtijdig naar huis gestuurd.
Na eerder werkzaam te zijn geweest bij de clubs 1. FC Langen 1903 en TuS Celle FC, ging Stein in maart 2007 aan de slag als keeperstrainer van Nigeria. Toen bondscoach Berti Vogts in februari 2008 vertrok besloot Stein ook te vertrekken. Een maand later volgde hij Vogts en ging hij als keeperstrainer aan de slag voor het nationale team van Azerbeidzjan. 
waarna hij in oktober 2014, tegelijkertijd met Vogts, zijn vertrek aankondigde.